# Slaget vid Genevadsbro
Slaget vid Genevadsbro var en del av  Karl X Gustavs första danska krig. Slaget varade i sex timmar, och utföll till nackdel för den dansk-skånska hären. 
Genevadsån flyter genom Halmstads och Laholms kommuner. Svenskarnas ställning söder om Eldsberga ligger i Halmstads kommun, medan danskarnas ställning vid Genevad ligger i Laholms kommun.

## Inledning till slaget
Efter den danska krigsförklaringen 5 juni 1657 bröt en svensk styrka in i Skåne under befäl av riksdrotsen Per Brahe d.y. och slogs mot en dansk styrka under riksrådet Axel Urup i slaget vid Ängelholm den 5 augusti.

Efter det drog sig svenska armén, som var mindre än den danska,  tillbaka via Laholm till Halmstad och danskarna som följde efter började belägra Laholms slott den 20 augusti.
 
Brahe begärde förstärkning norrifrån och fältmarskalken Robert Douglas samt generalmajor Harald Stake marscherade till undsättning med truppstyrkor från Vänersborg respektive Göteborg.

De var framme i Halmstad 30 augusti, och svenska hären uppgick nu till ca 8000 man och bestod av 28 skvadroner och 7 brigader.
Brahe vände därefter söderut för att undsätta Laholms slott, och den 31 augusti, vid Eldsberga norr om Genevadsån mellan Halmstad och Laholm, upptäcktes den danska hären i slagordning söder om ån.

Urup hade fått reda på den svenska framryckningen och ville våga ett slag.

## Slagets förlopp
Båda arméerna var uppställda på två mycket långa linjer, parallellt med varandra utefter höjderna på respektive sida av Genevadsån.

Den svenska högra flygeln leddes av general Gustaf Banér, centern av general Erik Stenbock och vänsterflygeln av generallöjtnant Henrik Horn.

Vid fyratiden på eftermiddagen började striderna med att ca 500 danska soldater under  Ulrik Frederik Gyldenløve försökte ta sig över bron. Svenskarna lyckades hejda anfallet tillräckligt länge för att hinna sätta eld på bron och därigenom stoppa anfallet.

Därefter utkämpades en ca 6 timmar lång artilleri- och muskötduell, och den nordliga vinden drev den tjocka krutröken i ansiktet på danskarna.

Vid tiotiden på kvällen, när mörkret skulle omöjliggöra vidare strid, kunde svenskt infanteri ta sig över ån och med pikar och värjor kasta tillbaka det danska artilleriet från den höjd de stod på.

Danskarna retirerade därefter i kvällningen söderut mot Laholm och vidare mot Helsingborg.

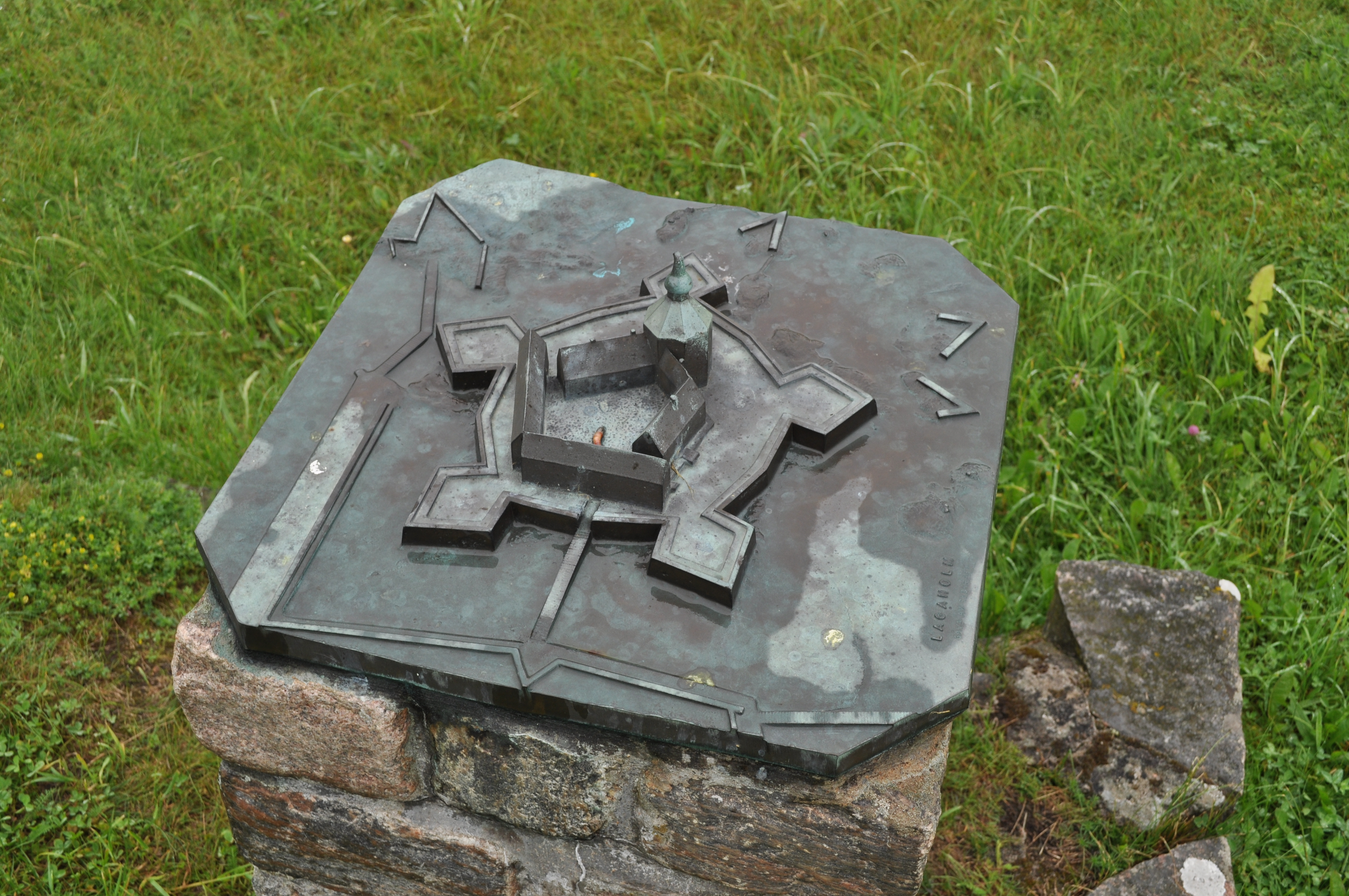
Modell av slottet Lagaholm vid nuvarande ruinen.

## Konsekvenser av slaget
De svenska förlusterna uppgick till ett 20-tal döda och drygt 100 sårade. Danskarna hade ca 60 döda och 50 sårade.
Efter att danska hären upphävt belägringen av Lahoms slott och gått över Hallandsåsen mot Helsingborg, så följde svenskarna efter söderut till Laholm som åter var i svensk hand den 1 september. Danskarna väntade nu ett svenskt infall i Skåne men Urup och Gyldenlöwe var osäkra på vad som borde göras. Slutligen samlades danska hären vid Östra Karup nära Båstad.
I svenska armén drog sig Per Brahe d.y. tillbaka och lämnade ledningen till Gustaf Otto Stenbock enligt kunglig order. Douglas trupper avgick till Preussen, och Erik Stenbock med en styrka till Västergötland för att medverka i försvaret mot anfall från Bohuslän. Armén under Gustaf Otto Stenbock drog sig därefter via Markaryd ner mot Skåne.